# Rothia rhaeo
Rothia rhaeo is een vlinder uit de familie uilen (Noctuidae). De wetenschappelijke naam van deze soort is voor het eerst geldig gepubliceerd in 1894 door Druce.
De soort komt voor in tropisch Afrika.